# Dubovnice střevovitá
Dubovnice střevovitá neboli outkovka střevovitá (Pachykytospora tuberculosa (Fr.) Kotl. et Pouzar 1963) je vzácná teplomilná chorošovitá houba vytvářející plodnice na borce dubů.

## Synonyma
- Haploporus tuberculosus (Fr.) Niemelä et Y.C. Dai 2002[1]
- Polyporus micans Ehrenb. sensu Bres.[2]
- Trametes colliculosa (Pers.) L. et N.[2]

## Vzhled

### Makroskopický
Plodnice rozlité, nepravidelně okrouhlé, pak splývající. Porůstají plochy 200 × 200 milimetrů, někdy i více, dosahují mocnosti kolem 10 milimetrů. Na svisle orientovaném substrátu vytváří tlusté kloboukovité hrany s dolů stékajícími okraji. Zbarvené jsou pleťově narůžověle či světle okrově s bledým masovým nádechem.
Rourky více méně šikmé, částečně otevřené, dosahují 1–5 (20) milimetrů délky. Póry jsou velké, vycházejí zhruba 3 na milimetry.
Dužnina má tuhou korkovitou konzistenci, zbarvená je jako zbytek plodnice.

### Mikroskopický
Dissepimenta 150–250 μm tlustá složená z bledě nažloutlých, většinou tlustostěnných nepravidelně spletených a 2–3,5 μm tlustých hyf. Hyfy tramy jsou podobné, cystidy chybějí. Basidie bezbarvé, dosahují 15–20 × 6–7 μm.
Výtrusy mají 12–14 × 5–6 μm, jsou bezbarvé, podlouhle válcovité, na bázi trochu šikmo zašpičatělé.

## Výskyt
Vytváří jedno- až víceleté plodnice na kmenech, odumřelých větvích, vzácněji i na ležícím dřevu. Roste na dubech (například zimním, letním, pýřitém a ceru), velmi vzácně i na jiných dřevinách (z oblasti bývalého Československa uvádí Kotlaba jeden nález na hlohu a jeden na jabloni domácí). Preferuje nižší nadmořské výšky, fruktifikuje celoročně.

## Rozšíření
Roste v Evropě (Bulharsko, Česká republika, Dánsko, Německo, Norsko, Rakousko, Slovensko, Švédsko, evropská část bývalého SSSR) a Severní Americe (Arizona).
V rámci České republiky byly publikovány nálezy mimo jiné z oblasti následujících chráněných území:
- Bažantník[5] (okres Semily)
- Karlštejn[6] (okres Beroun)
- Kozinecká stráň[6] (okres Louny)
- Křivoklátsko[7] (Středočeský kraj)
- Podyjí[8] (Jihomoravský kraj)
- Rendez-vous[9] (okres Břeclav)
- Třeboňsko[2] (okres Jindřichův Hradec)
- Vrapač[10] (okres Olomouc)